# Franz Böhm
Pour les articles homonymes, voir Böhm.
 (décembre 2009).
Si vous disposez d'ouvrages ou d'articles de référence ou si vous connaissez des sites web de qualité traitant du thème abordé ici, merci de compléter l'article en donnant les références utiles à sa vérifiabilité et en les liant à la section « Notes et références ».
Franz Böhm (né le 16 février 1895 et mort le 26 septembre 1977) est un juriste, économiste et homme politique allemand. Il est un des principaux représentants de l'ordolibéralisme et de l'économie sociale de marché.
Ses travaux sur les monopoles et les cartels lui permettent d'obtenir un poste d'enseignant d'université. Il enseigne en particulier à l'université de Fribourg à partir de 1933 et joua un grand rôle dans la résistance aux nazis, ne survivant qu'à cause d'une confusion de noms. Cette confusion est liée à l'arrestation du curé catholique romain Franz Boehm, qui avait déjà été arrêté le 5 juin 1944 pour avoir prêché contre l'industrie cinématographique nazie.
Il rejoint la CDU en 1945, et devient ministre des cultes du Land de Hesse en 1945.
À partir de 1948 il publie, avec Walter Eucken, la revue « ORDO - Jahrbuch für die Ordnung von Wirtschaft und Gesellschaft », dans laquelle il s'exprime à la fois contre une politique économique de « laissez-faire »[réf. nécessaire] et contre le socialisme.